# Elaeagnaceae

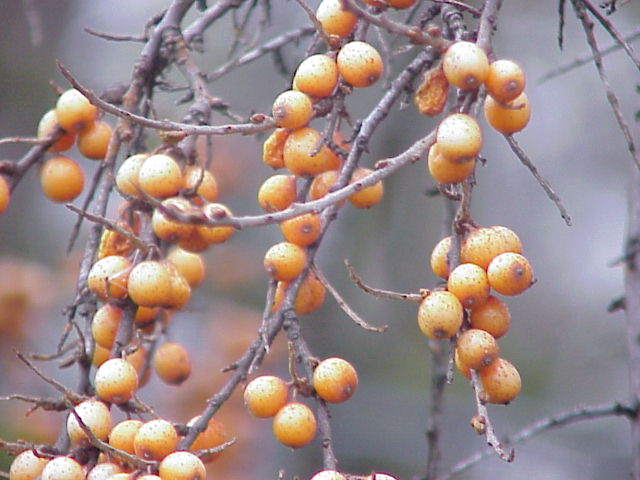
Frutos de Hippophae rhamnoides.

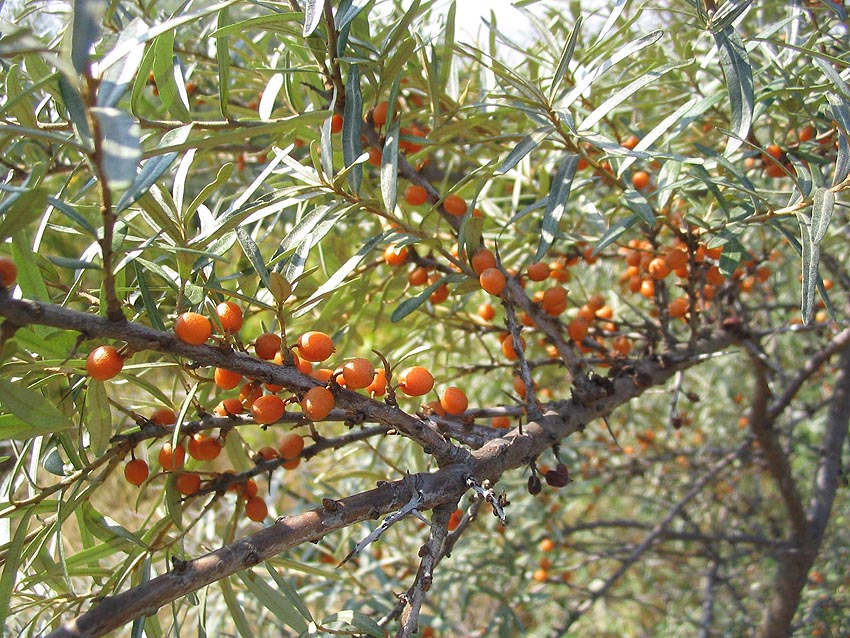
Hippophae rhamnoides.

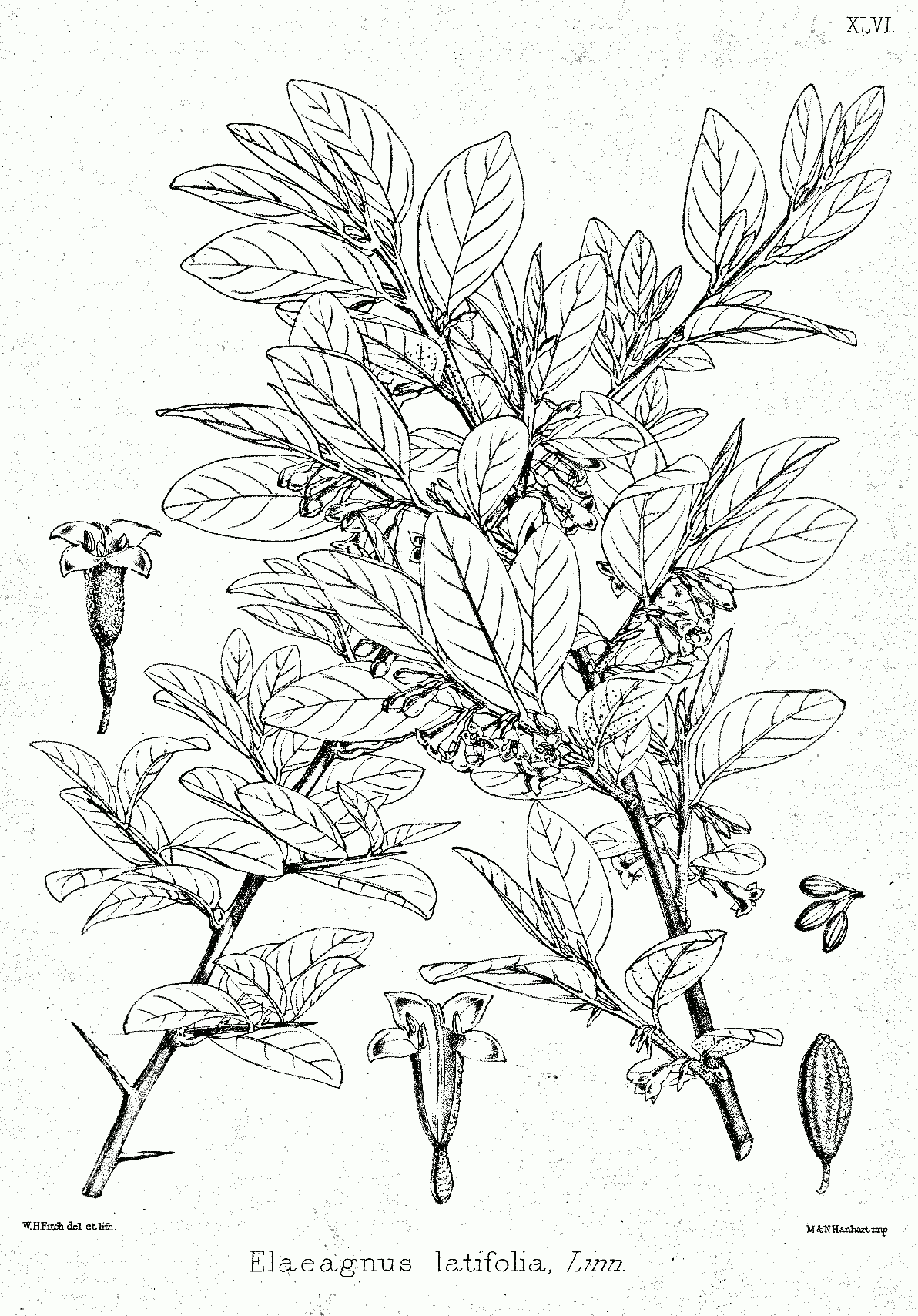
Ilustração de Elaeagnus latifolia.

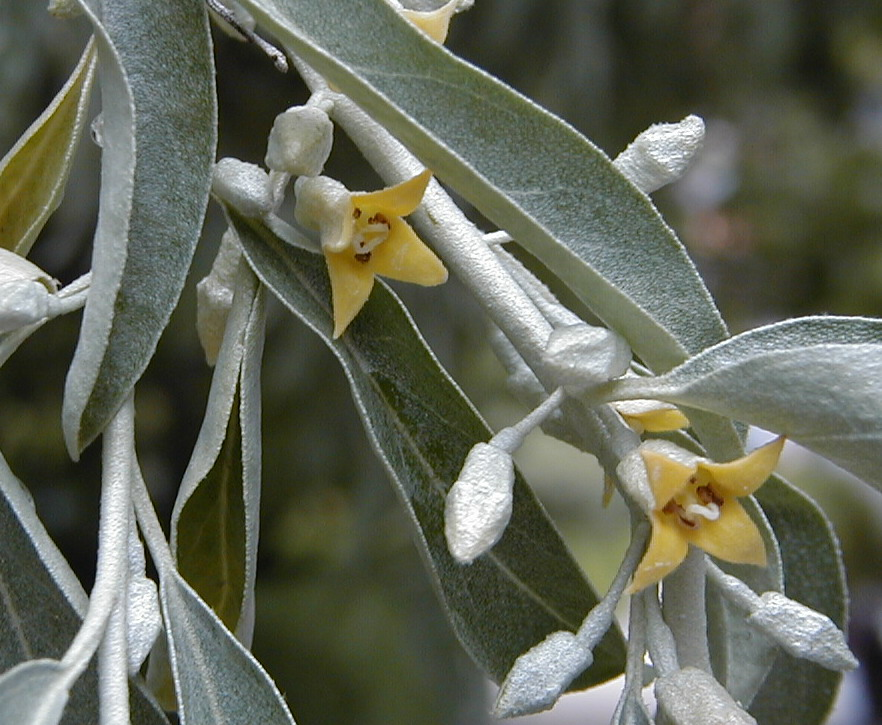
Folhagem coreácea e flores de Elaeagnus angustifolia.

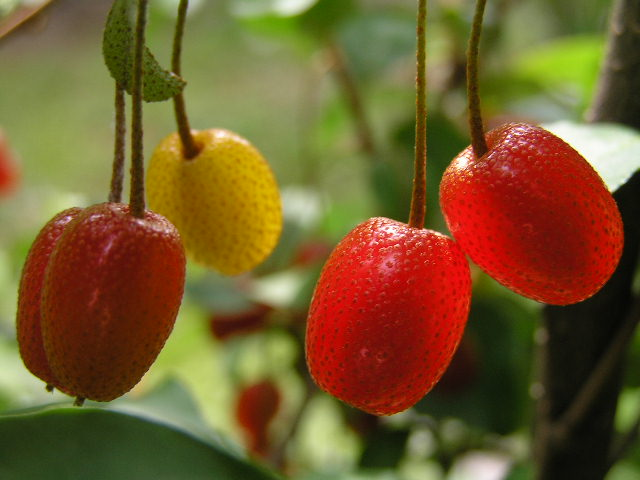
Frutos de Elaeagnus multiflora.

Elaeagnaceae é uma família de plantas com flor, pertencente à ordem Rosales, que agrupa pequenas árvores e arbustos nativos das regiões temperadas do Hemisfério Norte, das regiões tropicais do sul da Ásia e da Austrália. A família agrupa cerca de 60 espécies repartidas por três géneros.

## Descrição

### Morfologia
São pequenas árvores ou arbustos nativos de regiões temperadas. São plantas espinhosas, com folhas simples, muitas vezes recobertas por pequenas escamas ou tricomas. A maioria das espécies são xerófitas, algumas halófitas, tolerando, para além da secura, altas concentrações de sais no solo.
As Elaeagnaceae apresentam frequentemente nódulos radiculares que albergam numa relação simbiótica bactérias diazotróficas do género Frankia (da ordem Actinomycetales) que fixam azoto molecular, fazendo destas espécies plantas úteis em processos de recuperação de solos. Esta característica, a que se junta a abundante produção de sementes, leva a que muitas vezes as Elaeagnaceae sejam consideradas como ervas daninhas, comportando-se como espécies invasoras em terrenos agrícolas e espaços ruderais.
Os caules e folhas são recobertos por tricomas castanhos prateados ou dourados que são ou peltados ou escamosos. Os géneros Shepherdia e Hippophae são unissexuais, com órgãos reprodutores masculinos e femininos em plantas diferentes (plantas dióicas).
As flores são desprovidas de pétalas, o perianto compreendendo um único verticilo de duas a oito sépalas fundidas. Na flor masculina o receptáculo é frequentemente plano, enquanto que nas flores bissexuais e femininas é tubular. As flores masculinas ou hermafroditas têm quatro a oito estames, com filamentos livres e anteras biloculares. O ovário é súpero com um único carpelo (monocapelar) contendo um único óvulo anátropo erecto. O estilete é longo e tem um único estigma.
O fruto é um aquénio ou uma estruturas semelhante a uma drupa envolvida pela parte inferior persistente e espessa do cálice. O fruto contém uma única semente, com pouco ou nenhum endosperma e um embrião recto com cotilédones grossos e carnudos.
As espécies desta família contêm cristais de oxalato de cálcio embutidos nos seus tecidos. Os frutos contêm taninos e principalmente vitamina C. É frequente a ocorrência de alcalóides. Quando as pro-antocianidinas estiverem presentes, então são cianidina e delfinidina. O ácido elágico foi detectado em todos os três géneros. Na maioria das espécies ocorrem saponinas.
O número cromossómico básico é n = 6, n = 10, n = 11 e n = 13.

### Usos
Várias espécies são cultivadas como arbustos ornamentais, especialmente as espécies Elaeagnus angustifolia, Elaeagnus pungens, Elaeagnus umbellata e Elaeagnus macrophylla, que são cultivadas principalmente como arbustos perenifólios pela sua folhagem atraente, e Hippophae rhamnoides, pela suas bagas alaranjadas brilhantes no outono e inverno.
Os frutos de algumas espécies de Elaeagnus e de Hippophae são comestíveis, contendo elevadas concentrações de vitamina C. Essa espécies são cultivadas em muitas partes do mundo pelas suas bagas, as quais também são recolhidas de plantas silvestres.  Por exemplo, as bagas de Shepherdia argentea são usados para confeccionar geleias e também para consumo secos, com adição de açúcar, em várias partes do Estados Unidos da América e Canadá. As bagas de Shepherdia canadensis, quando secas ou fumadas, são usadas como alimento pelos esquimós. As bagas de Hippophae rhamnoides são usadas nas confecção de molhos na França e de geleias em outras regiões.  O fruto do arbusto japonês Elaeagnus multiflora é usado para confeccionar conservas e para produção de bebidas alcoólicas.
A madeira de Hippophae rhamnoides é de grão fino, sendo usada para torneamento e marcenaria.
Graças à fixação de azoto atmosférico que resulta da simbiose com Frankia, as espécies que forma nódulos radiculares prosperam bem em solos pobres. Por isso, algumas espécies, especialmente Elaeagnus angustifolia, são usadas para revegetação de solos degradados.

## Filogenia e taxonomia
Em consequência dos resultados obtidos em estudos de filogenética, a ordem Rosales está dividida em três clados, aos quais não foi atribuído nível taxonómico. No agrupamento, o clado basal consiste da família Rosaceae, com outro clado agrupando 4 famílias, incluindo Elaeagnaceae, e o terceiro clado agrupando as 4 famílias que antes eram consideradas parte da ordem Urticales. Essa configuração corresponde à seguinte árvore filogenética  assente na análise cladística de sequências de DNA, na qual é patente a posição das Rhamnaceae:
|  | Elaeagnaceae                                                 |
|  |                                                              |
|  | \| \| Barbeyaceae \| \| \| \| \| \| Dirachmaceae \| \| \| \| |
|  |                                                              |
|  | Barbeyaceae                                                  |
|  |                                                              |
|  | Dirachmaceae                                                 |
|  |                                                              |

|  | Barbeyaceae  |
|  |              |
|  | Dirachmaceae |
|  |              |

|  | Elaeagnaceae                                                 |
|  |                                                              |
|  | \| \| Barbeyaceae \| \| \| \| \| \| Dirachmaceae \| \| \| \| |
|  |                                                              |
|  | Barbeyaceae                                                  |
|  |                                                              |
|  | Dirachmaceae                                                 |
|  |                                                              |

|  | Barbeyaceae  |
|  |              |
|  | Dirachmaceae |
|  |              |

|  | Cannabaceae                                             |
|  |                                                         |
|  | \| \| Moraceae \| \| \| \| \| \| Urticaceae \| \| \| \| |
|  |                                                         |
|  | Moraceae                                                |
|  |                                                         |
|  | Urticaceae                                              |
|  |                                                         |

|  | Moraceae   |
|  |            |
|  | Urticaceae |
|  |            |

|  | Cannabaceae                                             |
|  |                                                         |
|  | \| \| Moraceae \| \| \| \| \| \| Urticaceae \| \| \| \| |
|  |                                                         |
|  | Moraceae                                                |
|  |                                                         |
|  | Urticaceae                                              |
|  |                                                         |

|  | Moraceae   |
|  |            |
|  | Urticaceae |
|  |            |

|  | Elaeagnaceae                                                 |
|  |                                                              |
|  | \| \| Barbeyaceae \| \| \| \| \| \| Dirachmaceae \| \| \| \| |
|  |                                                              |
|  | Barbeyaceae                                                  |
|  |                                                              |
|  | Dirachmaceae                                                 |
|  |                                                              |

|  | Barbeyaceae  |
|  |              |
|  | Dirachmaceae |
|  |              |

|  | Elaeagnaceae                                                 |
|  |                                                              |
|  | \| \| Barbeyaceae \| \| \| \| \| \| Dirachmaceae \| \| \| \| |
|  |                                                              |
|  | Barbeyaceae                                                  |
|  |                                                              |
|  | Dirachmaceae                                                 |
|  |                                                              |

|  | Barbeyaceae  |
|  |              |
|  | Dirachmaceae |
|  |              |

|  | Cannabaceae                                             |
|  |                                                         |
|  | \| \| Moraceae \| \| \| \| \| \| Urticaceae \| \| \| \| |
|  |                                                         |
|  | Moraceae                                                |
|  |                                                         |
|  | Urticaceae                                              |
|  |                                                         |

|  | Moraceae   |
|  |            |
|  | Urticaceae |
|  |            |

|  | Cannabaceae                                             |
|  |                                                         |
|  | \| \| Moraceae \| \| \| \| \| \| Urticaceae \| \| \| \| |
|  |                                                         |
|  | Moraceae                                                |
|  |                                                         |
|  | Urticaceae                                              |
|  |                                                         |

|  | Moraceae   |
|  |            |
|  | Urticaceae |
|  |            |

|  | Elaeagnaceae                                                 |
|  |                                                              |
|  | \| \| Barbeyaceae \| \| \| \| \| \| Dirachmaceae \| \| \| \| |
|  |                                                              |
|  | Barbeyaceae                                                  |
|  |                                                              |
|  | Dirachmaceae                                                 |
|  |                                                              |

|  | Barbeyaceae  |
|  |              |
|  | Dirachmaceae |
|  |              |

|  | Elaeagnaceae                                                 |
|  |                                                              |
|  | \| \| Barbeyaceae \| \| \| \| \| \| Dirachmaceae \| \| \| \| |
|  |                                                              |
|  | Barbeyaceae                                                  |
|  |                                                              |
|  | Dirachmaceae                                                 |
|  |                                                              |

|  | Barbeyaceae  |
|  |              |
|  | Dirachmaceae |
|  |              |

|  | Cannabaceae                                             |
|  |                                                         |
|  | \| \| Moraceae \| \| \| \| \| \| Urticaceae \| \| \| \| |
|  |                                                         |
|  | Moraceae                                                |
|  |                                                         |
|  | Urticaceae                                              |
|  |                                                         |

|  | Moraceae   |
|  |            |
|  | Urticaceae |
|  |            |

|  | Cannabaceae                                             |
|  |                                                         |
|  | \| \| Moraceae \| \| \| \| \| \| Urticaceae \| \| \| \| |
|  |                                                         |
|  | Moraceae                                                |
|  |                                                         |
|  | Urticaceae                                              |
|  |                                                         |

|  | Moraceae   |
|  |            |
|  | Urticaceae |
|  |            |

|  | Elaeagnaceae                                                 |
|  |                                                              |
|  | \| \| Barbeyaceae \| \| \| \| \| \| Dirachmaceae \| \| \| \| |
|  |                                                              |
|  | Barbeyaceae                                                  |
|  |                                                              |
|  | Dirachmaceae                                                 |
|  |                                                              |

|  | Barbeyaceae  |
|  |              |
|  | Dirachmaceae |
|  |              |

|  | Elaeagnaceae                                                 |
|  |                                                              |
|  | \| \| Barbeyaceae \| \| \| \| \| \| Dirachmaceae \| \| \| \| |
|  |                                                              |
|  | Barbeyaceae                                                  |
|  |                                                              |
|  | Dirachmaceae                                                 |
|  |                                                              |

|  | Barbeyaceae  |
|  |              |
|  | Dirachmaceae |
|  |              |

|  | Cannabaceae                                             |
|  |                                                         |
|  | \| \| Moraceae \| \| \| \| \| \| Urticaceae \| \| \| \| |
|  |                                                         |
|  | Moraceae                                                |
|  |                                                         |
|  | Urticaceae                                              |
|  |                                                         |

|  | Moraceae   |
|  |            |
|  | Urticaceae |
|  |            |

|  | Cannabaceae                                             |
|  |                                                         |
|  | \| \| Moraceae \| \| \| \| \| \| Urticaceae \| \| \| \| |
|  |                                                         |
|  | Moraceae                                                |
|  |                                                         |
|  | Urticaceae                                              |
|  |                                                         |

|  | Moraceae   |
|  |            |
|  | Urticaceae |
|  |            |

A moderna filogenética molecular sugere as seguintes relações entre os géneros:
|  | Elaeagnus                                                |
|  |                                                          |
|  | \| \| Shepherdia \| \| \| \| \| \| Hippophae \| \| \| \| |
|  |                                                          |
|  | Shepherdia                                               |
|  |                                                          |
|  | Hippophae                                                |
|  |                                                          |

|  | Shepherdia |
|  |            |
|  | Hippophae  |
|  |            |

|  | Elaeagnus                                                |
|  |                                                          |
|  | \| \| Shepherdia \| \| \| \| \| \| Hippophae \| \| \| \| |
|  |                                                          |
|  | Shepherdia                                               |
|  |                                                          |
|  | Hippophae                                                |
|  |                                                          |

|  | Shepherdia |
|  |            |
|  | Hippophae  |
|  |            |

### Paleobotânica
Grãos de pólen fossilizados de Elaeagnacites foram descritos em depósitos datados do Cretáceo tardio (Santoniano) da China e pólen semelhante ao de Elaeagnaceae encontra-se amplamente difundido em depósitos do Paleoceno.
Existem evidências da presença de pólen de Elaeagnus a partir do Eoceno superior na Florissant Formation, Colorado. Esse mesmo pólen está presente na localidade de recolha de fósseis da flora em McGinitie's Wardell Ranch (também no Colorado), em materiais datados do médio ao final do Eoceno. Amostras similares foram recolhidas nos xistos da Bacia de Washakie, datados do início do Eoceno.
Uma flor fóssil de †Elaeagnus orchidioides foi datada do final Plioceno de Willershausen (Kalefeld), Hesse, Alemanha. Existem dois registos de madeira fóssil com extensa documentação de características anatómicas de †Elaeagnus semiannulipora do início do Mioceno de Yamagata, Japão e de †Eleagnaceoxylon shepherdioides, considerado semelhante a Shepherdia, do Plioceno da Formação Beaufort, do noroeste de Banks Island, Canadá.
Foram descritas quatro folhas fósseis com características diagnósticas de Elaeagnus e datadas do final do Mioceno do leste do Tibete, em depósitos situados a altitude moderna de 3910 m acima do nível médio do mar. O género Elaeagnus atinge a sua maior diversidade (54 espécies) e grau de endemismo (36 espécies) nesta área. A diversificação de Elaeagnus no Planalto de Qinghai-Tibete e áreas adjacentes pode ter sido impulsionada pelo aumento contínuo da altitude, pelo menos desde o final do Mioceno, causando a formação de topografia complexa e clima com alta sazonalidade de chuvas.

### Taxonomia
A família foi descrita em 1789 por Antoine Laurent de Jussieu sob o nome de «Elaeagni» e publicado em Genera Plantarum, pp. 74–75 (1789), tendo como género tipo Elaeagnus, cujo nome botânico é composto pelos nomes gregos para a oliveira (Olea europaea) e para Vitex agnus-castus. Existem as grafias inválidas Eleagnus e Eleagnaceae.
Ao longo dos tempos e com a evolução dos sistemas de classificação, a família Elaeagnaceae já foi colocada nas ordens Rhamnales, Proteales e Thymelaeales, mas presentemente está integrada na ordem Rosales, na qual as Elaeagnaceae com as Dirachmaceae e as Rhamnaceae formam um clado.
Pólen fóssil pertencente à família Elaeagnaceae é conhecido apenas a partir do Oligoceno, em depósitos datados de 22 a 39 milhões de anos atrás. Parece que a família se originou no norte do continente Laurásia antes de este se separar.. A área de distribuição natural da família Elaeagnaceae estende-se presentemente desde as latitudes temperadas do Hemisfério Norte pelos trópicos até ao leste da Austrália. Dois géneros, com 74 espécies, ocorrem na China, 59 das quais apenas naquela região.
Na sua presente circunscrição taxonómica a família agrupa os seguintes géneros:
- Elaeagnus L. 1753
- Hippophae L. 1753
- Shepherdia Nutt. 1818

Esses género, com as 50-100 espécies que os integram, têm a seguinte distribuição:
- Hippophae L., sin.: Rhamnoides Miller: com cerca de 7 espécies, distribuídas do noroeste da Europa até a Ásia Oriental. Todas as 7 espécies também são encontradas na China, com o centro da biodiversidade no planalto de Qinghai-Xizang, com 4 espécies que ocorrem apenas na China. A maioria das espécies estão distribuídas em áreas sazonalmente húmidas.[7] Todas espécies são dióicas, isto é, apresentam separação de sexos.
- Elaeagnus L., sin.: Oleaster Heister ex Fabricius: com 45 a 90 espécies, tem uma ampla distribuição, indo do sul da Europa até a Ásia e a América do Norte. Ocorrem 67 espécies somente na China, das quais 55 são endemismos.[7] As espécies deste género têm flores hermafroditas ou são monóicas.
- Shepherdia Nutt., sin.: Lepargyrea Raf.: as 3 espécies são comuns no norte e oeste da América do Norte. Todas as espécies são dióicas (apresentam dioecia) e têm folhas opostas.